# Parempheriella ngoungou
Parempheriella ngoungou är en tvåvingeart som först beskrevs av Loïc Matile 1974.  Parempheriella ngoungou ingår i släktet Parempheriella och familjen svampmyggor.
Artens utbredningsområde är Centralafrikanska republiken. Inga underarter finns listade i Catalogue of Life.